# 荒井由岐子
荒井 由岐子（あらい ゆきこ、1953年10月26日 - 2013年5月2日）は、元山陰放送（BSS）アナウンサー。

## 略歴・人物
鳥取県鳥取市出身、跡見学園女子大学卒業。1976年BSSに入社。血液型はB型、星座はさそり座。
飛び出せ!全国DJ諸君では1977年に奨励賞、1978年に企画賞、1979年に熱演賞と3年連続で受賞。この当時はファンクラブが存在していた頃もあった。
晩年はアナウンサーだけではなく、ラジオ番組のディレクターとしても活動しており、中四国ライブネット『水の都 松江～とっておきの秋の夜～』（2010年10月9日放送）では2011年度の日本民間放送連盟賞・ラジオエンターテイメント番組部門で優秀賞を受賞した。
自宅療養中のところ2013年5月2日に死去。満59歳没。

## 過去の担当番組

### ラジオ
- 音楽の風車（1991年4月〜2013年3月）[1]
- 歌のない歌謡曲（月曜日～金曜日、7:25～7:40）[1]
- 月曜電リク[1]
- こんにちはラジオです[1]
- 子供電話相談室[1]
- Sun Sun Morning（1991年9月30日～1997年3月25日）
- ときめき朝ちゃん（1997年3月31日～1998年3月24日）
- 歌はともだち（1992年4月～2000年3月）
- ラジオでキャッチ（1998年4月2日～2000年3月31日）
- 中四国ライブネット
  - 「山陰発　温泉三昧！！クイズ三昧！！～女子アナも人肌　脱ぎました～」（2006年3月4日、リポーター）
  - 「山陰発　歌で癒そう！！お疲れサマー」（2010年8月29日）
- Mポイント（2007年4月〜2013年3月）
- BSSニュース - ラジオ・テレビ共に、不定期